# Pierre Mondou
Pour les articles homonymes, voir Mondou.
Pierre Mondou (né le 27 novembre 1955 à Sorel, Québec au Canada) est un joueur retraité canadien de hockey sur glace.

## Carrière de joueur
Après avoir connu d'excellentes saisons au sein de la Ligue de hockey junior majeur du Québec, Mondou est un joueur très convoité par les équipes professionnelles[réf. nécessaire]. C'est ainsi qu'il est repêché par les deux clubs professionnels du Québec : les Canadiens de Montréal de la Ligue nationale de hockey et les Nordiques de Québec de l'Association mondiale de hockey.
Il décida de se joindre à l'organisation montréalaise. Il débuta avec les Voyageurs de la Nouvelle-Écosse qui était à l'époque le club-école du club de Montréal. Il y remporta le trophée Dudley-« Red »-Garrett, honneur qu'il partagea avec Greg Holst. Il remporta aussi la Coupe Calder. À sa deuxième année avec les Voyageurs, il remporta une seconde Coupe Calder avant de rejoindre les Canadiens en fin de saison comme réserviste. Il participa donc à ses 3 premières parties dans la LNH en séries éliminatoires. Il y gagna sa première Coupe Stanley. En 1978-1979, en remplacement de Doug Risebrough blessé, il forma un trio avec Yvon Lambert et Mario Tremblay, marquant 31 buts et aidant les Canadiens à remporter une 4e Coupe Stanley consécutives.
Il fut l'un des piliers des Canadiens aux cours des saisons suivantes. Malheureusement, il dut mettre un terme à sa carrière de joueur à cause d'une blessure à l'œil causé par le défenseur des Whalers de Hartford, Ulf Samuelsson, le 9 mars 1985. Il revient au jeu un mois plus tard et dispute cinq matchs lors des séries éliminatoires, mais cette blessure mettra effectivement un terme à sa carrière.
Par la suite, il fut assistant entraîneur quelques saisons avec le Canadien Junior de Verdun de la LHJMQ avant de rejoindre l'organisation des Canadiens à titre de responsable du dépistage.
Lors d’une association de presse tenue le 11 août 2010, la nouvelle formation de la Ligue Nord-Américaine de Hockey, le GCI de Sorel-Tracy a annoncé qu'il agira à titre de dépisteur.

## Statistiques
| Saison     | Équipe                          | Ligue      |     | Saison régulière | Saison régulière | Saison régulière | Saison régulière | Saison régulière |    | Séries éliminatoires | Séries éliminatoires | Séries éliminatoires | Séries éliminatoires | Séries éliminatoires |
| Saison     | Équipe                          | Ligue      | PJ  | B                | A                | Pts              | Pun              | PJ               | B  | A                    | Pts                  | Pun                  |                      |                      |
| 1972-1973  | Éperviers de Sorel              | LHJMQ      | 64  | 37               | 43               | 80               | 57               | 10               | 6  | 4                    | 10                   | 12                   |                      |                      |
| 1973-1974  | Éperviers de Sorel              | LHJMQ      | 60  | 62               | 57               | 119              | 104              | 2                | 0  | 0                    | 0                    | 0                    |                      |                      |
| 1974-1975  | Éperviers de Sorel              | LHJMQ      | 28  | 16               | 23               | 39               | 13               | -                | -  | -                    | -                    | -                    |                      |                      |
| 1974-1975  | Bleu-Blanc-Rouge de Montréal    | LHJMQ      | 40  | 40               | 47               | 87               | 23               | 9                | 8  | 7                    | 15                   | 13                   |                      |                      |
| 1975-1976  | Voyageurs de la Nouvelle-Écosse | LAH        | 74  | 34               | 43               | 77               | 30               | 9                | 1  | 5                    | 6                    | 4                    |                      |                      |
| 1976-1977  | Voyageurs de la Nouvelle-Écosse | LAH        | 71  | 44               | 45               | 89               | 21               | 12               | 8  | 11                   | 19                   | 6                    |                      |                      |
| 1976-1977  | Canadiens de Montréal           | LNH        | -   | -                | -                | -                | -                | 3                | 0  | 0                    | 0                    | 0                    |                      |                      |
| 1977-1978  | Canadiens de Montréal           | LNH        | 71  | 19               | 30               | 49               | 8                | 15               | 3  | 7                    | 10                   | 4                    |                      |                      |
| 1978-1979  | Canadiens de Montréal           | LNH        | 77  | 31               | 41               | 72               | 26               | 16               | 3  | 6                    | 9                    | 4                    |                      |                      |
| 1979-1980  | Canadiens de Montréal           | LNH        | 75  | 30               | 36               | 66               | 12               | 4                | 1  | 4                    | 5                    | 4                    |                      |                      |
| 1980-1981  | Canadiens de Montréal           | LNH        | 57  | 17               | 24               | 41               | 16               | 3                | 0  | 1                    | 1                    | 0                    |                      |                      |
| 1981-1982  | Canadiens de Montréal           | LNH        | 73  | 35               | 33               | 68               | 57               | 5                | 2  | 5                    | 7                    | 8                    |                      |                      |
| 1982-1983  | Canadiens de Montréal           | LNH        | 76  | 29               | 37               | 66               | 31               | 3                | 0  | 1                    | 1                    | 2                    |                      |                      |
| 1983-1984  | Canadiens de Montréal           | LNH        | 52  | 15               | 22               | 37               | 8                | 14               | 6  | 3                    | 9                    | 2                    |                      |                      |
| 1984-1985  | Canadiens de Montréal           | LNH        | 67  | 18               | 39               | 57               | 21               | 5                | 2  | 1                    | 3                    | 2                    |                      |                      |
| Totaux LNH | Totaux LNH                      | Totaux LNH | 548 | 194              | 262              | 456              | 179              | 68               | 17 | 28                   | 45                   | 26                   |                      |                      |

### Trophées et récompenses
- 1975 : nommé dans la 2e équipe d'étoiles de la Ligue de hockey junior majeur du Québec.
- 1976 : récipiendaire avec Greg Holst du trophée Dudley-« Red »-Garrett.
- 1976 et 1977 : remporte la Coupe Calder avec les Voyageurs de la Nouvelle-Écosse.
- 1977 : nommé dans la 2e équipe d'étoiles de la Ligue américaine de hockey.
- 1977, 1978 et 1979 : remporte la Coupe Stanley avec les Canadiens de Montréal.